# SK Austria Klagenfurt (2007)
Az SK Austria Klagenfurt egy osztrák futballcsapat, amely Karintia tartományi fővárosában Klagenfurtban található. Hivatalosan 2007. január 19-én alakult meg a klub, de csak 2010-ben kapcsolódott be a harmadosztályba, miután egyesült az SC St. Stefan csapatával. A klubot sok szurkoló a régi Austria Klagenfurt utódjaként tekinti, amelyet 1920-ban alapítottak, és 1999 és 2009 között Kärnten néven ismertek.

## Játékoskeret

### Jelenlegi keret
Utolsó módosítás: 2025. augusztus 14.

| #  |     | Poszt | Név                   |
| -- | --- | ----- | --------------------- |
| 1  | AUT | K     | Manuel Kuttin         |
| 4  | BIH | V     | Adem Mustafić         |
| 5  | AUT | KP    | Bego Kujraković       |
| 6  | AUT | V     | Matteo Kitz           |
| 7  | AUT | KP    | Florian Jaritz        |
| 8  | AUT | KP    | Marcel Krnjic         |
| 9  | GER | CS    | Naldinho              |
| 10 | SLO | KP    | Nik Marinsek          |
| 11 | AUT | KP    | Marc Andre Schmerböck |
| 13 | AUT | V     | Alexander Ranacher    |
| 14 | JPN | V     | Okada Rei             |
| 16 | AUT | KP    | Sebastian Pschernig   |
| 17 | AUT | KP    | Christian Wölbl       |
| 19 | AUT | V     | Matthias Dollinger    |

| #  |     | Poszt | Név                                                          |
| -- | --- | ----- | ------------------------------------------------------------ |
| 20 | USA | V     | Aidan Liu                                                    |
| 21 | AUT | KP    | Almir Oda                                                    |
| 22 | AUT | V     | Marco Gantschnig (kölcsönben a Grazer AK csapatától)         |
| 23 | BIH | CS    | Dino Delić                                                   |
| 24 | CRO | V     | Mario Matković (kölcsönben a HNK Gorica csapatától)          |
| 30 | AUT | V     | Michael Lang                                                 |
| 33 | AUT | KP    | Leo Vielgut                                                  |
| 37 | BIH | KP    | Armin Karic                                                  |
| 44 | AUT | KP    | Elias Jandrisevits                                           |
| 57 | AUT | K     | Alexander Turkin                                             |
| 77 | AUT | CS    | Denis Sinanovic                                              |
| 99 | CRO | CS    | Bartol Barisic (kölcsönben a DAC Dunajská Streda csapatától) |

## Sikerei
- Osztrák 2. liga:
  - Második (1): 2019–20
  - Harmadik (1): 2020–21

- Osztrák Regionalliga Central:
  - Győztes (1): 2014–15

- Kärntner kupa::
  - Győztes (2): 2013–14, 2016–17

## Magyarok a klubnál
- Pusztai Olivér[2] (2010–2014)
- Takács Kevin[3] (második csapat, 2022–)